# Wanyuan
Wanyuan (en chino, 万源; pinyin, Wànyuán) es un municipio  bajo la administración directa de la ciudad-prefectura de Dazhou. Se ubica en la provincia de Sichuan, centro-sur de la República Popular China. Su área es de 4052 km² y su población total para 2010 superó los 400 mil habitantes.

## Administración
Desde junio de 2023, el Municipio de Wanyuan se divide en 31 pueblos que se administran en 1 subdistrito, 25 poblados y 5 villas.

## Toponimia
El topónimo  Wanyuan significa literalmente "diez mil fuentes" o "innumerables fuentes" y refleja la importancia del estanque Wanqing como fuente de agua para la región. 
Las Crónicas del condado Wanyuan (万源县志) de la era republicana dice: Al noreste del condado se encuentra el estanque Wanqing (万顷池), de donde fluyen las aguas que alimentan a los condados vecinos. Por lo tanto, se decidió nombrarlo Wanyuan'.